# A Song Inside My Head, A Demon In My Bed
A Song Inside My Head, a Demon in My Bed släpptes den 23 maj 2007 och är ett album av  country- och popgruppen Oh Laura från Sverige. Det var gruppens debutalbum, och placerade sig som högst på tredje plats på försäljningslistan för album i Sverige.

## Låtlista
1. A Call To Arms
2. It Ain't Enough
3. Release Me
4. Black N' Blue
5. Fine Line
6. Raining in New York
7. Out of Bounds
8. Thunderbird Motel
9. The Mess You Left Behind
10. Killer on the Road
11. Friend Like Me

## Listplaceringar
| Lista (2007–2008) | Topplacering |
| ----------------- | ------------ |
| Sverige           | 3            |